# Surveyor (schip, 1959)
De Surveyor was een onderzoeksvaartuig van Heerema. Het werd in 1959 gebouwd als het vrachtschip Egret door Travewerft voor British & Continental Steam Ship. Op 12 december 1959 kwam het in aanvaring met de sleepbak Millet dat met de Buckwheat gesleept werd door de Bramley Moore.
In 1968 werd het omgedoopt naar Tartar Prince toen het gechartered werd door Prince Line. British & Continental werd ondertussen overgenomen door Van Ommeren.
In 1971 werd het na het aflopen van de charter verkocht aan Heerema. Deze bouwde het bij Boele in Bolnes om naar onderzoeksvaartuig, daarmee het tweede na de Explorer.
In 1987 werd het gesloopt.